# Contea di Yuexi (Anhui)
La contea di Yuexi (岳西县S, Yuèxī XiànP) è una contea della Cina, situata nella provincia dell'Anhui.